# Lynn (Name)
Lynn ist in englischsprachigen Ländern ein ursprünglich ortsbezogener Familienname, abgeleitet von dem walisischen Wort llyn mit der Bedeutung „See“, und ein von diesem Familiennamen abgeleiteter männlicher und weiblicher Vorname.

## Namensträger

### Familienname
- Alex Lynn (* 1993), britischer Autorennfahrer
- Amber Lynn (* 1964), US-amerikanische Pornodarstellerin und Stripperin
- Anthony Lynn (* 1968), US-amerikanischer American-Football-Spieler und -Trainer
- Barbara Lynn (* 1942), US-amerikanische Sängerin
- Betty Lynn (1926–2021), US-amerikanische Schauspielerin
- Bill Lynn (1933–2006), kolumbianischer Schlagzeuger
- Cheryl Lynn (* 1957), US-amerikanische Disco- und Soul-Sängerin
- Cynthia Lynn (1936–2014), US-amerikanische Schauspielerin lettischer Herkunft
- Damian Lynn (* 1991), Schweizer Popmusiker und Singer-Songwriter
- David Lynn (* 1973), englischer Profigolfer
- Diana Lynn (1926–1971), US-amerikanische Schauspielerin und Pianistin
- Elizabeth Cook-Lynn (1930–2023), US-amerikanische Anglistin, Hochschullehrerin und Autorin
- Elizabeth A. Lynn (* 1946), US-amerikanische Schriftstellerin
- Gina Lynn (* 1974), US-amerikanische Pornodarstellerin
- Ginger Lynn (* 1962), US-amerikanische Pornodarstellerin und Schauspielerin
- Greg Lynn (* 1964), US-amerikanischer Architekt, Philosoph und Science-Fiction-Autor
- James Thomas Lynn (1927–2010), US-amerikanischer Politiker
- Jamie Lynn (* 1981), US-amerikanische Pornodarstellerin und Model
- Janet Lynn (* 1953), US-amerikanische Eiskunstläuferin
- Jeffrey Lynn (1909–1995), US-amerikanischer Schauspieler
- Jerry Lynn (* 1963), US-amerikanischer Profiwrestler
- John A. Lynn (* 1943), US-amerikanischer Militärhistoriker
- Jonathan Lynn (* 1943), britischer Schauspieler, Drehbuchautor und Filmregisseur
- Kathleen Lynn (1874–1955), irische Politikerin
- Kendrick Lynn (* 1982), neuseeländischer Rugbyspieler
- Krissy Lynn (* 1984), US-amerikanische Pornodarstellerin
- Laura Lynn (* 1976), belgische Schlagersängerin
- Lera Lynn (* 1984), US-amerikanische Singer-Songwriterin
- Lonnie Lynn (Basketballspieler) (1943–2014), US-amerikanischer Basketballspieler
- Lonnie Rashid Lynn alias Common (* 1972), US-amerikanischer Rapper und Schauspieler
- Loretta Lynn (1932–2022), US-amerikanische Country-Sängerin
- Michael Lynn (* 1980), US-amerikanischer Internet-Sicherheitsexperte
- Mike Lynn (1936–2012), US-amerikanischer Sportfunktionär
- Nathan Lynn (* 1992), südafrikanischer Schauspieler
- Peter Lynn (* 1946), neuseeländischer Erfinder und Drachenbauer
- Porsche Lynn (* 1962), US-amerikanische Pornodarstellerin
- Richard Lynn (1930–2023), britischer Psychologe
- Robert Lynn (Politiker) (1873–1945), britischer Politiker, Journalist und Herausgeber
- Robert Lynn (Regisseur) (1918–1982), britischer Regisseur
- Robert Lynn (Unternehmer) (1920–1998), amerikanischer Unternehmer
- Robert Lynn (Anarchist) (1924–1996), schottischer Anarchist
- Robert Lynn (Autor) (eigentlich Klaus Kempe; * 1949), deutscher Kriminalschriftsteller
- Shannon Lynn (* 1985), schottische Fußballspielerin
- Sharon Lynn (1908–1963), US-amerikanische Filmschauspielerin
- Todd Lynn, kanadischer Modedesigner
- Vera Lynn (1917–2020), britische Sängerin
- William J. Lynn III (* 1954), US-amerikanischer Jurist und Regierungsangestellter; von 2009 bis 2011 Stellvertretender Verteidigungsminister der USA

### Weiblicher Vorname
- Lynn Ahrens (* 1948), US-amerikanische Musical-Theater-Dichterin
- Lynn Anderson (1947–2015), US-amerikanische Country-Sängerin
- Lynn Bari (1913–1989), US-amerikanische Schauspielerin
- Lynn Burke (* 1943), US-amerikanische Schwimmerin
- Lynn Chircop (* 1980), maltesische Sängerin und Fernsehmoderatorin
- Lynn Cohen (1933–2020), US-amerikanische Schauspielerin
- Lynn Collins (* 1977), US-amerikanische Schauspielerin
- Lynn Deerfield (1950–2011), US-amerikanische Schauspielerin
- Lynn Flewelling (* 1958), US-amerikanische Autorin von Fantasy-Romanen und Kurzgeschichten
- Lynn Gilmartin (* 1984), australisch-irische Moderatorin und Pokerspielerin
- Lynn Hershman-Leeson (* 1941), US-amerikanische Künstlerin und Filmemacherin
- Lynn Hilary (* 1982), irische Sängerin, Gitarristin und Komponistin
- Lynn Jennings (* 1960), US-amerikanische Langstreckenläuferin
- Lynn Job (* 1959), US-amerikanische Komponistin und Lyrikerin
- Lynn Kinnear (1960–2024), britische Landschaftsarchitektin
- Lynn Knippenborg (* 1992), niederländische Handballspielerin
- Lynn Lowry (* 1947), US-amerikanische Schauspielerin, Drehbuchautorin, Filmproduzentin und Musikerin
- Lynn Margulis (1938–2011), US-amerikanische Biologin
- Lynn Miles (* 1958), kanadische Musikerin
- Lynn Nottage (* 1964), US-amerikanische Dramatikerin
- Lynn Raven (* 1971), deutsch-amerikanische Schriftstellerin
- Lynn Redgrave (1943–2010), britische Schauspielerin
- Lynn Rother (* 1981), deutsche Kunsthistorikerin
- Lynn Paula Russell (* 1949), englische Zeichnerin, Malerin, Schauspielerin und Autorin
- Lynn Shelton (1965–2020), US-amerikanische Filmschaffende
- Lynn Weis (* 1993), luxemburgische Fußballspielerin
- Lynn Whitfield (* 1953), US-amerikanische Schauspielerin

### Männlicher Vorname
- Lynn Cain (* 1955), US-amerikanischer American-Football-Spieler
- Lynn Chadwick (1914–2003), britischer Bildhauer
- Lynn Davies (* 1942), walisischer Leichtathlet
- Lynn Frazier (1874–1947), US-amerikanischer Politiker
- Lynn Hope (1926–1993), US-amerikanischer Tenorsaxophonist
- Lynn Loomis (1915–1994), US-amerikanischer Mathematiker
- Lynn Nadel (* 1942), US-amerikanischer Neurowissenschaftler
- Lynn Okamoto (* 1970), japanischer Manga-Zeichner
- Lynn Patrick (1912–1980), kanadischer Eishockeyspieler
- Lynn Powis (* 1949), kanadischer Eishockeyspieler und -trainer
- Lynn Pratt (* 1927?), US-amerikanischer Sänger und Musiker
- Lynn Rogers (* 1939), US-amerikanischer Biologe
- Lynn Rogers (* 1958), US-amerikanischer Politiker
- Lynn Schooler (* 1954), US-amerikanischer Fotograf
- Lynn Seaton (* 1957), US-amerikanischer Jazz-Bassist
- Lynn Swann (* 1952), US-amerikanischer American-Football-Spieler
- Lynn Thorndike (1882–1965), US-amerikanischer Wissenschaftshistoriker
- Joe Lynn Turner (* 1951), US-amerikanischer Sänger
- Lynn Westmoreland (* 1950), US-amerikanischer Politiker

### Fiktive Namensträger
- Lynn Loud, Schwester von Lincoln Loud in der Zeichentrickserie Willkommen bei den Louds
- Lynn Tanner, Tochter der Familie Tanner in der Fernsehserie Alf

## Varianten
- Marilyn, Lyn, Linn, Lynne, Lin, Katelyn, Caitlyn